# Vignoble et viticulture d'Alsace
Pour les articles homonymes, voir Alsace (homonymie).
Le vignoble d'Alsace est une région viticole française. Il s'étire en une étroite bande sur presque toute la longueur de la collectivité européenne d'Alsace, entre le massif des Vosges et la plaine du Rhin.
Les vins produits sont essentiellement des blancs (sous les appellations alsace et alsace grand cru), des mousseux (appellation crémant d'Alsace), ainsi que quelques rosés et rouges (appellation alsace). Le vignoble produit également une eau-de-vie, le marc d'Alsace. La réputation de la production vinicole alsacienne s'appuie sur des vins parfois puissants en termes d'arômes, de sucre et d'alcool, notamment le gewurztraminer, le riesling et le pinot gris.

## Histoire

### Période antique
Les débuts de la viticulture en Alsace sont difficiles à dater. Si des sources archéologiques récentes la font remonter à la période romaine, les historiens plus anciens la limitent au haut Moyen Âge. La région fait partie, de la fin du Ier siècle jusqu'à la crise du IIIe siècle, de la province de Germanie supérieure où se trouvent stationnées d'importantes forces militaires. La présence de ces garnisons, tout particulièrement celles composées d'un camp légionnaire situé le long du Rhin, nécessite l'importation de vin en provenance d'Hispanie puis de Narbonnaise. Ces besoins ont stimulé la naissance de la viticulture, notamment dans la vallée de la Moselle (province de Belgique) dont la production est exportée à CCAA (Cologne, capitale de la province de Germanie inférieure) et jusqu'en Bretagne,.
Les fouilles archéologiques menées depuis 1998 à Biesheim et Kunheim ont mis au jour des raisins datés par leur contexte du Haut-Empire. Étant donné la romanisation particulièrement lente de la province de Germanie supérieure et la faible densité de population, la petite production locale ne peut subvenir au ravitaillement des troupes y stationnant, d'où le maintien des importations.
À partir du début du IIIe siècle, la province est en partie conquise par les Alamans, qui traversent régulièrement le Rhin pendant toute la période du Bas-Empire romain pour piller les villes et les campagnes. Au Ve siècle, l'Alsace fait partie du royaume des Alamans, jusqu'à sa conquête par les Francs.

### Période médiévale
La viticulture ne connait un nouvel essor que sous l'influence des ordres monastiques au plus tard pendant la période carolingienne. La plus ancienne source littéraire mentionnant la viticulture en Alsace date du début du IXe siècle, attestant l'existence d'une production vinicole dans plus de 160 lieux.
Au Moyen Âge, les vins d'Alsace ou « vin d'Aussey » étaient réputés. Ils s'exportaient vers les pays nordiques par l'Ill puis au-delà par le Rhin.

### Période moderne
Au XVIe siècle, la zone de production s'étendait sur une surface deux fois plus grande que le vignoble actuel. De nombreux bâtiments, encore conservés aujourd'hui et datant du début de la Renaissance, attestent de cette période florissante. De cette époque date aussi la première tentative d'établissement d'une sorte d'appellation d'origine contrôlée : une association de vignerons de Riquewihr décida alors de la date officielle de début des vendanges, et définit les cépages à planter.
La guerre de Trente Ans mit fin à cette période faste et apporta dans la contrée la guerre, les pillages, la famine et la peste. Pratiquement tous les vignobles furent détruits. Après la fin de la guerre, la viticulture se reconstruisit, et la superficie plantée remonta jusqu'à 30 000 hectares en 1828.

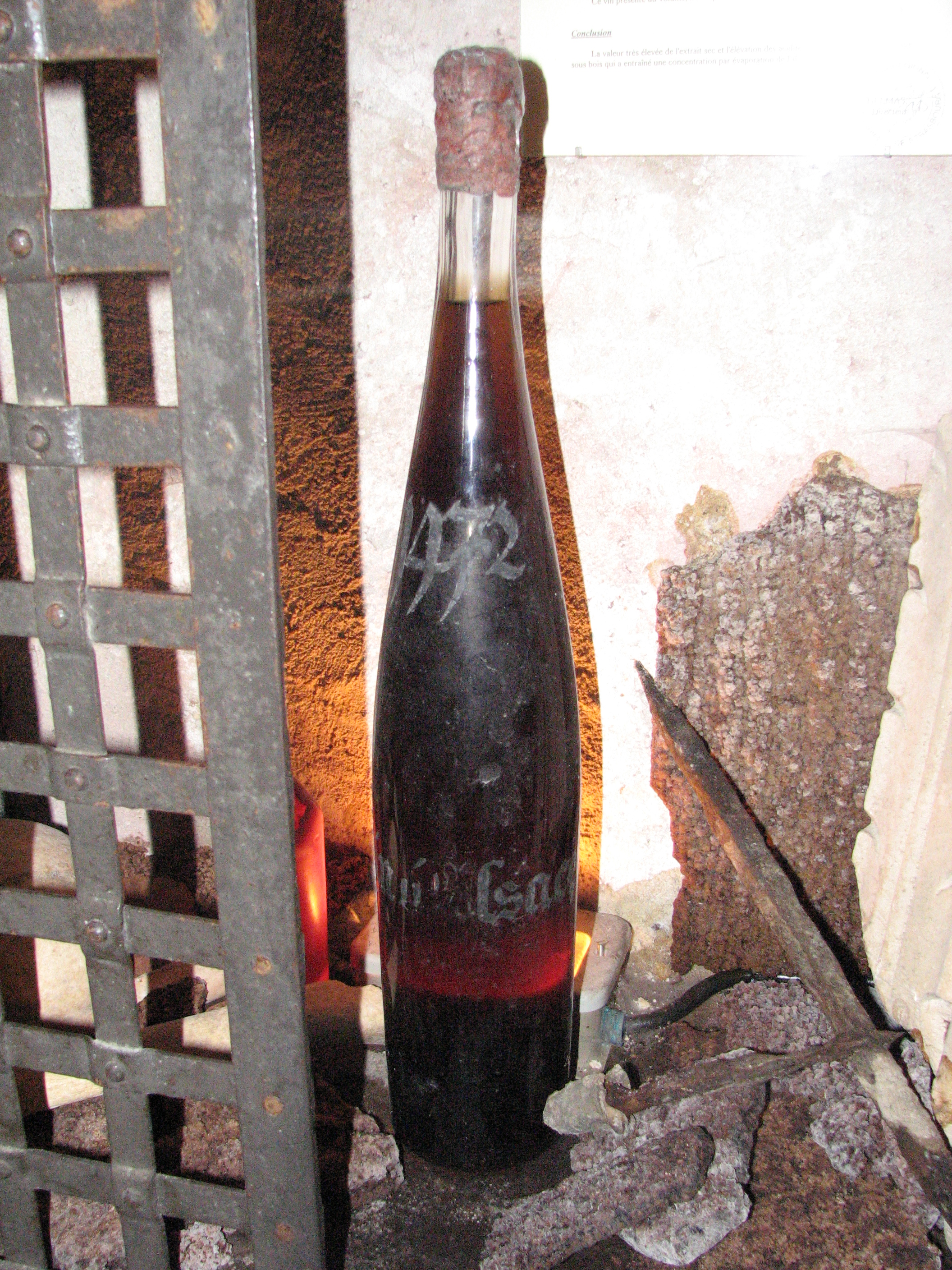
Bouteille de blanc datant de 1472, conservée aux hospices de Strasbourg.
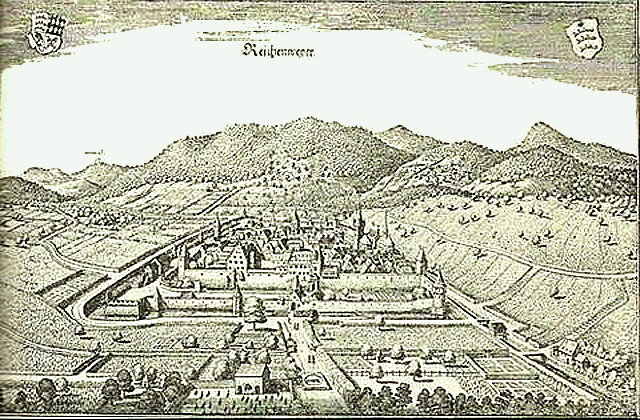
Vignoble de Reichenweier (Riquewihr) au XVIIIe siècle.
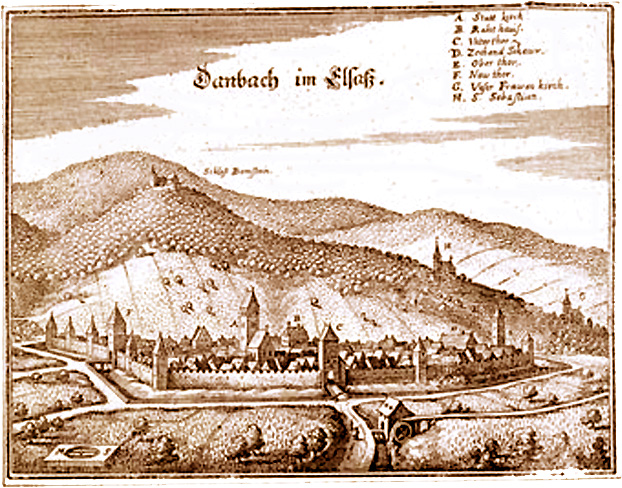
Vignoble de Dambach au XVIIIe siècle.

### Période contemporaine

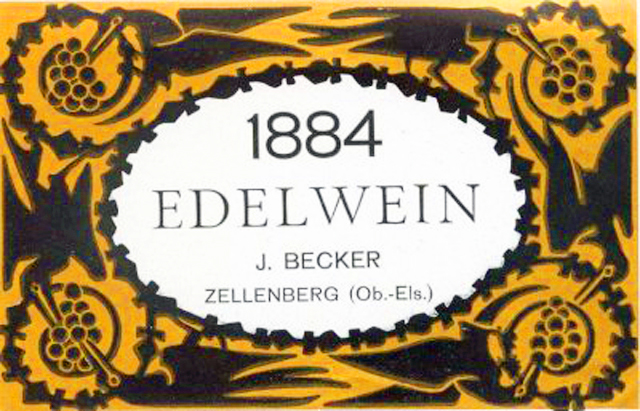
Étiquette alsacienne du millésime 1884.

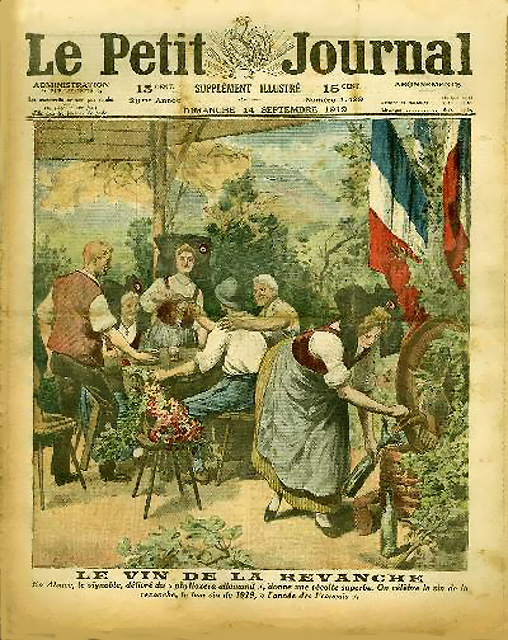
« Le vin de la revanche », une du Petit Journal du 14 septembre 1919.

En conséquence de la défaite française lors de la guerre de 1870-1871, la République française cède une partie de son territoire à l'Empire allemand, ce qui fait que de 1871 à 1918 l'Alsace fait partie de l'Empire allemand avec la Moselle sous le nom de Reichsland Elsass-Lothringen. Pendant cette période, le pays était la plus grande région viticole allemande. Le volume de production est privilégié au détriment de la qualité. De plus, avec les ravages causés par le phylloxéra et le mildiou, le développement des transports ferroviaires bon marché et de la consommation croissante de bière, le vignoble se rétrécit à une superficie de 9 500 hectares, dont 7 500 dans l'actuelle appellation alsace.
En novembre 1918, l'Alsace est occupée par l'armée française, puis cédée à la France par le traité de Versailles le 28 juin 1919. En raison du maintien du droit local (correspondant aux lois françaises antérieures à 1871 et aux lois allemandes de 1871 à 1918), l'Alsace a un statut à part au sein des vignobles français, car la loi allemande du 7 avril 1909 sur les vins y est appliquée jusqu'à la fin de la Seconde Guerre mondiale. La situation évolue par l'ordonnance du 2 novembre 1945, qui définit une appellation d'origine « vins d'Alsace » ou « alsace », encadrée tardivement comme appellation d'origine contrôlée par un décret du 3 octobre 1962, après négociation avec le Conseil interprofessionnel des vins d'Alsace (CIVA), créé pour l'occasion (décret du 22 avril 1963). Le décret du 30 juin 1971 fait apparaître les dénominations de cépage. S'y sont rajoutées les appellations alsace grand cru (décret du 20 novembre 1975) et crémant d'Alsace (décret du 24 août 1976).
Les efforts sont depuis plutôt orientés vers la production de vins de meilleure qualité, la communication commençant à insister sur la notion de terroir. Allant dans ce sens, le décret de 2011 prévoit onze dénominations géographiques au sein de l'appellation alsace, tandis que les 51 dénominations géographiques de l'appellation alsace grand cru deviennent autant d'appellations partageant le même cahier des charges. L'idée d'obtenir de l'INAO la reconnaissance d'une série de premiers crus, qui prendrait place dans une hiérarchie entre les grands crus et les simples dénominations géographiques, est plusieurs fois proposée par l'Association des viticulteurs d'Alsace,.

## Situation géographique

Carte de distribution des vignes en Alsace.

Le vignoble s'étend sur toute la longueur de l'Alsace, le long d'un axe orienté du nord-nord-est au sud-sud-ouest. Les extrémités sont au nord à Wissembourg (dans le département du Bas-Rhin) sur la frontière franco-allemande (le vignoble se poursuit dans le Palatinat rhénan) et au sud à Leimbach près de Thann (département du Haut-Rhin). L'ensemble forme une mince bande de plus d'une centaine de kilomètres de long pour une largeur allant de 1,5  à   3 kilomètres. L'ensemble de la zone de production est parcourue, sur une longueur de 170 kilomètres, par la route des vins d'Alsace.
Il s'agit d'un vignoble de piedmont, à cheval sur les collines sous-vosgiennes (les contreforts orientaux des Vosges) et la plaine du Rhin. Les vignes s'y développent entre environ 170 mètres d'altitude (point le plus bas autour de Dambach-la-Ville, en plaine d'Alsace) et 478 mètres (limite supérieure de la culture viticole en Alsace à Osenbach, 467 mètres d'altitude en haut du Rangen). La protection des Vosges entraine une semi-aridité, l'exposition majoritaire vers l'est favorise la maturité du raisin tandis que les pentes assurent le drainage.

### Route des vins d'Alsace
La route des vins est l'une des plus anciennes routes des vins de France. Son itinéraire, où les villages typiques organisent des fêtes du vin et des vendanges, sillonne l'Alsace du nord au sud sur 170 km.
Seules 67 des 119 communes alsaciennes productrices sont sur le trajet de la route des vins d'Alsace telle que définie en mai 1953 (date de son inauguration). Cet itinéraire touristique passe à proximité de plus de huit cents domaines viticoles et 48 des 51 grands crus, traversant les départements du Bas-Rhin et du Haut-Rhin, depuis Marlenheim au nord jusqu'à Thann au sud.
Colmar accueille une école viticole et un institut (l’institut viticole Oberlin), Rouffach un lycée viticole, tous trois œuvrant à l'amélioration des pratiques viticoles en Alsace.

### Géologie et orographie
La plaine d'Alsace occupe la partie sud du fossé rhénan, né d'un effondrement durant l'Oligocène et le Miocène (33 à 5 millions d'années). Le vignoble est établi sur le piémont du massif des Vosges, sur la zone de fracture. Cette localisation explique la variété des sous-sols et leur succession en véritable mosaïque : calcaires, granites, schistes, gneiss ou grès. Généralement, le haut des pentes des collines sous-vosgiennes est constitué des roches anciennes, plutoniques et métamorphiques tels que du granite, du gneiss ou de l'ardoise. Les parcelles de vignes y sont très pentues, montant jusqu'à 478 mètres d'altitude (à Osenbach). Le bas des coteaux est formé des couches de calcaires ou de marne recouvertes par du lœss, où le relief est moins accentué. Les différentes appellations alsace grand cru sont toutes localisées sur ces pentes.
Enfin, la plaine est composée d'une épaisse couche d'alluvions déposées par le Rhin (limon et graviers), c'est une zone beaucoup plus fertile que les deux premières, avec une importante nappe phréatique à moins de cinq mètres de profondeur. Les appellations alsace et crémant d'Alsace y sont pour l'essentiel produit sur ces sols.

### Climatologie
À l'ouest, le massif des Vosges protège du vent et de la pluie l'aire de production des vins d'Alsace. Les vents d'ouest dominants perdent leur humidité sur le versant occidental des Vosges et parviennent sous forme de foehn, secs et chauds, dans la plaine d'Alsace. La quantité moyenne de précipitations est la plus faible de tous les vignobles français.
De ce fait, le climat est plus tempéré (avec une température annuelle moyenne plus haute de 1,5 °C) que ce qui serait attendu à cette latitude. Le climat est semi-continental, avec des printemps chauds, des étés secs et ensoleillés, de longs automnes et des hivers froids.

#### Strasbourg
La station météorologique de Strasbourg-Entzheim (sur l'aéroport de Strasbourg, à 150 mètres d'altitude : 48° 32′ 58″ N, 7° 38′ 25″ E) se trouve à l'extrémité nord de l'aire d'appellation, mais au bord du Rhin (alors que le vignoble est plus haut, sur le piedmont vosgien).
| Mois                              | jan. | fév. | mars | avril | mai  | juin | jui. | août | sep. | oct. | nov. | déc. | année |
| --------------------------------- | ---- | ---- | ---- | ----- | ---- | ---- | ---- | ---- | ---- | ---- | ---- | ---- | ----- |
| Température minimale moyenne (°C) | −1,7 | −0,9 | 1,6  | 4,6   | 8,6  | 11,7 | 13,4 | 13,1 | 10,3 | 6,5  | 2,1  | −0,7 | 5,7   |
| Température moyenne (°C)          | 0,9  | 2,5  | 6    | 9,6   | 13,8 | 17   | 19,1 | 18,6 | 15,5 | 10,6 | 5,2  | 1,9  | 10,1  |
| Température maximale moyenne (°C) | 3,5  | 5,8  | 10,4 | 14,6  | 19   | 22,2 | 24,7 | 24,2 | 20,8 | 14,7 | 8,2  | 4,5  | 14,4  |
| Nombre de jours avec gel          | 18,3 | 15,5 | 10,9 | 2,8   | 0,3  | 0    | 0    | 0    | 0,1  | 2    | 9,6  | 16,6 | 76,1  |
| Ensoleillement (h)                | 42   | 78   | 122  | 161   | 197  | 212  | 240  | 215  | 168  | 101  | 58   | 43   | 1 637 |
| Précipitations (mm)               | 33,1 | 34,3 | 36,6 | 48    | 74,5 | 74,6 | 56,8 | 67,8 | 55,5 | 43   | 46,6 | 39,9 | 610,5 |

| Mois                              | jan. | fév. | mars  | avril | mai   | juin  | jui.  | août  | sep.  | oct.  | nov. | déc. | année   |
| --------------------------------- | ---- | ---- | ----- | ----- | ----- | ----- | ----- | ----- | ----- | ----- | ---- | ---- | ------- |
| Température minimale moyenne (°C) | −0,2 | 0    | 2,6   | 5,7   | 10,1  | 13,4  | 14,9  | 14,5  | 10,7  | 7,2   | 3,3  | 0,8  | 6,9     |
| Température moyenne (°C)          | 2,5  | 3,6  | 7,4   | 11,3  | 15,5  | 18,9  | 20,6  | 20,3  | 16,1  | 11,5  | 6,3  | 3,3  | 11,4    |
| Température maximale moyenne (°C) | 5,2  | 7,3  | 12,1  | 17    | 20,9  | 24,4  | 26,4  | 26,1  | 21,6  | 15,8  | 9,4  | 5,9  | 16      |
| Nombre de jours avec gel          | 15,3 | 13,7 | 8,4   | 2,1   | 0     | 0     | 0     | 0     | 0     | 1,4   | 5,8  | 12,8 | 59,5    |
| Ensoleillement (h)                | 55,5 | 85,8 | 146,4 | 186,9 | 209,1 | 226,4 | 239,7 | 224,2 | 173,5 | 100,4 | 55,2 | 44,2 | 1 747,3 |
| Précipitations (mm)               | 35,4 | 34,1 | 38,6  | 41,8  | 77,2  | 68,5  | 71,9  | 61,3  | 54,6  | 59,5  | 47,6 | 45,2 | 635,7   |

| Diagramme climatique                                  |          |             |           |              |              |              |              |              |             |            |            |
| J                                                     | F        | M           | A         | M            | J            | J            | A            | S            | O           | N          | D          |
| 5,2−0,235,4                                           | 7,3034,1 | 12,12,638,6 | 175,741,8 | 20,910,177,2 | 24,413,468,5 | 26,414,971,9 | 26,114,561,3 | 21,610,754,6 | 15,87,259,5 | 9,43,347,6 | 5,90,845,2 |
| Moyennes : • Temp. maxi et mini °C • Précipitation mm |          |             |           |              |              |              |              |              |             |            |            |

#### Colmar
La station météo de Colmar (sur le site de l'INRA à 202 mètres d'altitude : 48° 03′ 47″ N, 7° 19′ 48″ E) se trouve en bordure de l'aire d'appellation, mais en plaine.
| Mois                              | jan. | fév. | mars | avril | mai  | juin | jui. | août | sep. | oct. | nov. | déc. | année |
| --------------------------------- | ---- | ---- | ---- | ----- | ---- | ---- | ---- | ---- | ---- | ---- | ---- | ---- | ----- |
| Température minimale moyenne (°C) | −2,1 | −1,1 | 1,4  | 4,5   | 8,3  | 11,5 | 13,3 | 12,9 | 10,2 | 6,3  | 1,8  | −1   | 5,5   |
| Température moyenne (°C)          | 0,9  | 2,6  | 6,1  | 9,7   | 13,8 | 17,1 | 19,3 | 18,8 | 15,8 | 10,9 | 5,3  | 1,9  | 10,2  |
| Température maximale moyenne (°C) | 3,8  | 6,3  | 10,8 | 15    | 19,3 | 22,7 | 25,3 | 24,7 | 21,5 | 15,5 | 8,7  | 4,8  | 14,9  |
| Nombre de jours avec gel          | 20,2 | 16,7 | 10,9 | 3,7   | 0,5  | 0    | 0    | 0    | 0    | 2,3  | 11,6 | 16,9 | 82,8  |
| Ensoleillement (h)                | 53   | 83   | 128  | 165   | 200  | 223  | 246  | 222  | 176  | 117  | 68   | 52   | 1 724 |
| Précipitations (mm)               | 35,5 | 32,2 | 37,7 | 46,7  | 67   | 67,2 | 59,3 | 63,3 | 46,7 | 37,9 | 47,7 | 40,2 | 581,4 |

| Mois                              | jan. | fév. | mars  | avril | mai  | juin  | jui. | août  | sep.  | oct.  | nov. | déc. | année   |
| --------------------------------- | ---- | ---- | ----- | ----- | ---- | ----- | ---- | ----- | ----- | ----- | ---- | ---- | ------- |
| Température minimale moyenne (°C) | −0,6 | −0,4 | 2,3   | 5,5   | 9,8  | 13    | 14,1 | 13,7  | 9,9   | 6,3   | 2,5  | 0,3  | 6,4     |
| Température moyenne (°C)          | 2,5  | 3,6  | 7,3   | 11,2  | 15,3 | 18,7  | 20,3 | 20    | 15,9  | 11,3  | 6,1  | 3,3  | 11,3    |
| Température maximale moyenne (°C) | 5,6  | 7,5  | 12,3  | 16,9  | 20,8 | 24,5  | 26,6 | 26,3  | 21,9  | 16,3  | 9,8  | 6,2  | 16,2    |
| Nombre de jours avec gel          | 16,8 | 14,7 | 9     | 2,2   | 0,1  | 0     | 0    | 0     | 0,1   | 2,1   | 8    | 14,7 | 67,7    |
| Ensoleillement (h)                | 60,2 | 88,2 | 138,6 | 174,9 | 213  | 210,6 | 254  | 239,7 | 161,6 | 102,7 | 52,9 | 45   | 1 741,4 |
| Précipitations (mm)               | 33   | 29,3 | 31,6  | 37,2  | 64,5 | 60,6  | 60,1 | 57    | 46,3  | 55    | 41,5 | 41,9 | 558     |

| Diagramme climatique                                  |             |             |             |             |            |              |            |             |           |            |            |
| J                                                     | F           | M           | A           | M           | J          | J            | A          | S           | O         | N          | D          |
| 5,6−0,633                                             | 7,5−0,429,3 | 12,32,331,6 | 16,95,537,2 | 20,89,864,5 | 24,51360,6 | 26,614,160,1 | 26,313,757 | 21,99,946,3 | 16,36,355 | 9,82,541,5 | 6,20,341,9 |
| Moyennes : • Temp. maxi et mini °C • Précipitation mm |             |             |             |             |            |              |            |             |           |            |            |

#### Mulhouse
La station météo de l'aéroport international de Bâle-Mulhouse (à 263 mètres d'altitude : 47° 36′ 51″ N, 7° 30′ 35″ E) se trouve à l'extrémité sud de l'Alsace (dans le Sundgau), en plaine et éloignée des vignes.
| Mois                              | jan. | fév. | mars | avril | mai  | juin | jui. | août | sep. | oct. | nov. | déc. | année |
| --------------------------------- | ---- | ---- | ---- | ----- | ---- | ---- | ---- | ---- | ---- | ---- | ---- | ---- | ----- |
| Température minimale moyenne (°C) | −2,2 | −1,1 | 1,4  | 4,3   | 8,3  | 11,5 | 13,5 | 13,2 | 10,6 | 6,7  | 1,9  | −1,1 | 5,6   |
| Température moyenne (°C)          | 0,8  | 2,5  | 5,9  | 9,4   | 13,5 | 16,9 | 19,2 | 18,7 | 15,7 | 11,1 | 5,3  | 1,8  | 10,1  |
| Température maximale moyenne (°C) | 3,8  | 6,2  | 10,3 | 14,4  | 18,8 | 22,2 | 24,8 | 24,1 | 20,9 | 15,4 | 8,8  | 4,8  | 14,6  |
| Nombre de jours avec gel          | 19,7 | 15,8 | 10,9 | 3,9   | 0,3  | 0    | 0    | 0    | 0,1  | 1,7  | 8,9  | 17,6 | 78,9  |
| Ensoleillement (h)                | 65   | 86   | 124  | 164   | 197  | 218  | 250  | 222  | 175  | 126  | 80   | 61   | 1 768 |
| Précipitations (mm)               | 53,9 | 50,5 | 49,5 | 58,5  | 76,3 | 73,6 | 62,9 | 79,9 | 54,7 | 49,2 | 58,1 | 54,5 | 721,7 |

| Mois                              | jan. | fév. | mars  | avril | mai   | juin  | jui.  | août  | sep.  | oct.  | nov. | déc. | année   |
| --------------------------------- | ---- | ---- | ----- | ----- | ----- | ----- | ----- | ----- | ----- | ----- | ---- | ---- | ------- |
| Température minimale moyenne (°C) | −0,8 | −0,6 | 1,9   | 4,9   | 9,3   | 12,7  | 14,2  | 14    | 10,2  | 6,9   | 2,8  | 0,1  | 6,3     |
| Température moyenne (°C)          | 2,3  | 3,4  | 7     | 10,7  | 14,8  | 18,5  | 20,3  | 20    | 15,8  | 11,4  | 6,2  | 3,1  | 11,1    |
| Température maximale moyenne (°C) | 5,5  | 7,4  | 12,1  | 16,5  | 20,4  | 24,2  | 26,4  | 26,1  | 21,4  | 16    | 9,7  | 6,1  | 16      |
| Nombre de jours avec gel          | 17,2 | 14,9 | 10,4  | 3,5   | 0,1   | 0     | 0     | 0     | 0     | 1,9   | 7,1  | 14,7 | 69,8    |
| Ensoleillement (h)                | 68,4 | 91,2 | 145,6 | 181,1 | 201,9 | 228,2 | 247,5 | 233,8 | 168,4 | 120,9 | 70,2 | 62,1 | 1 819,1 |
| Précipitations (mm)               | 46,1 | 43,9 | 47,4  | 57,6  | 86,6  | 74,5  | 72    | 80    | 63,5  | 68,5  | 60,8 | 63,4 | 764,3   |

| Diagramme climatique                                  |             |             |             |             |              |            |          |              |           |            |            |
| J                                                     | F           | M           | A           | M           | J            | J          | A        | S            | O         | N          | D          |
| 5,5−0,846,1                                           | 7,4−0,643,9 | 12,11,947,4 | 16,54,957,6 | 20,49,386,6 | 24,212,774,5 | 26,414,272 | 26,11480 | 21,410,263,5 | 166,968,5 | 9,72,860,8 | 6,10,163,4 |
| Moyennes : • Temp. maxi et mini °C • Précipitation mm |             |             |             |             |              |            |          |              |           |            |            |

## Vignoble

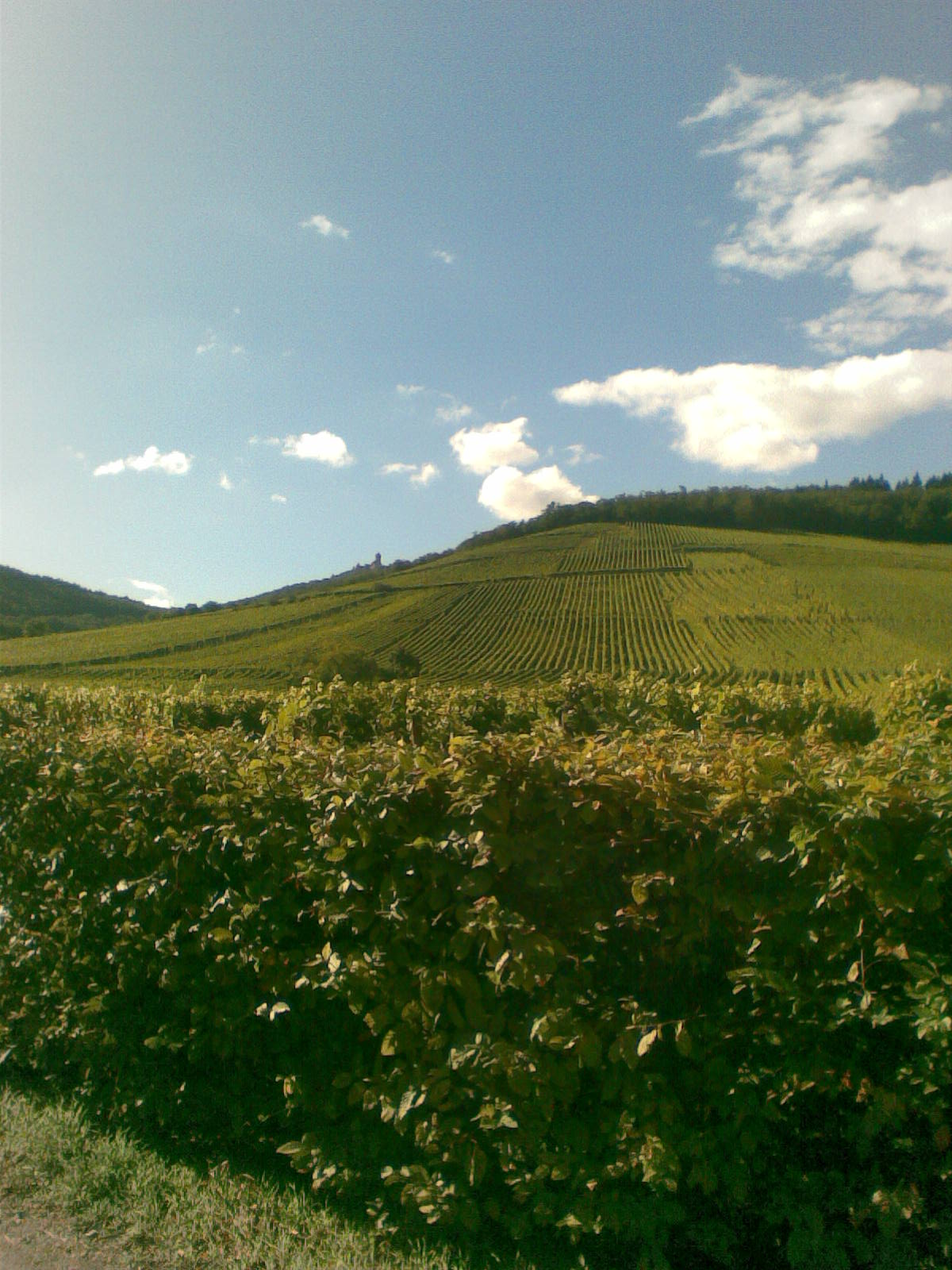
Vignoble d'Alsace.

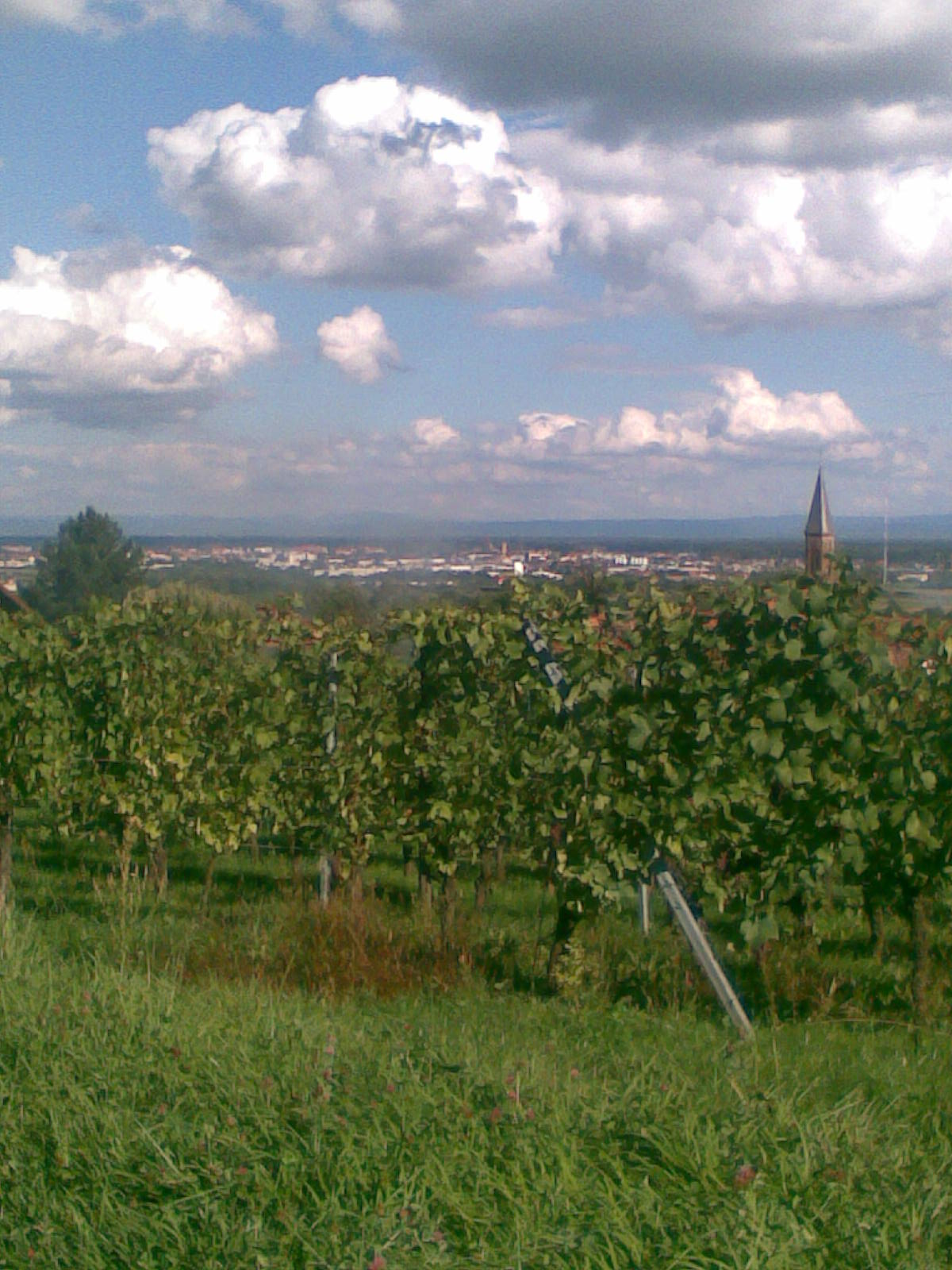
Vignoble du Koenigsbourg (avec Sélestat au troisième plan).

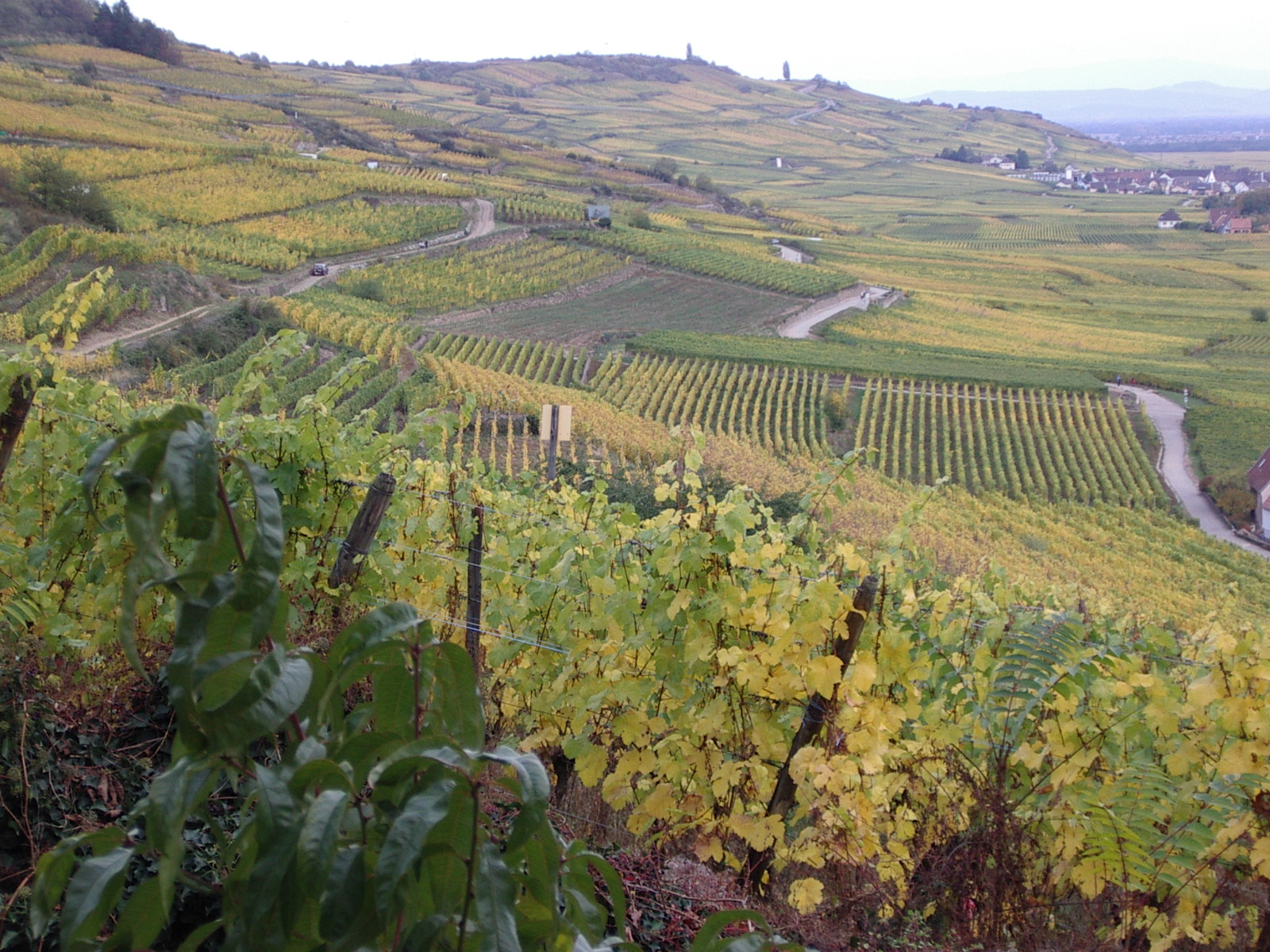
Vignoble vu depuis Kaysersberg.

La surface du vignoble est de 15 527 hectares en 2013, soit une taille modeste en comparaison des principaux vignobles français. Ce chiffre est à peu près stable autour de 15 500 ha depuis 2008, après des décennies de croissance. La surface plantée était selon le recensement agricole de 2000 de 15 197 hectares, à raison de 8 793 hectares de vignes (AOC+VDT) dans le Haut-Rhin et 6 404 hectares dans le Bas-Rhin en 2000, y compris les vignes à raisin de table (quantité négligeable en Alsace), mais sans compter les pépinières et les vignes-mères de porte-greffes. En 2012, les 15 500 hectares de vignes se répartissent à raison de 8 900 dans le Haut-Rhin et de 6 600 dans le Bas-Rhin.
|                          | 1970  | 1975   | 1980   | 1985   | 1990   | 1995   | 2000   | 2005   | 2010   | 2013   |
| Ensemble AOP alsaciennes | 9 625 | 10 186 | 11 439 | 12 449 | 12 998 | 14 060 | 14 548 | 15 305 | 15 548 | 15 527 |

L'influence allemande a, au cours des siècles, entraîné la mise en place d'une viticulture très différente de celle des autres régions viticoles françaises. Elle est, encore aujourd'hui, remarquable par les cépages utilisés et les méthodes de production.

### Encépagement
Les principaux cépages sont aussi cultivés en Allemagne : riesling B, gewurztraminer Rs et sylvaner B. On utilise aussi le pinot gris G (anciennement connu sous le nom de « tokay d'Alsace », mais cette dénomination n'est plus autorisée), le muscat blanc à petits grains B, le muscat rose à petits grains Rs, le muscat ottonel B et le pinot blanc B (ou klevner, à ne pas confondre avec le klevener de Heiligenstein Rs). Le pinot noir N est le seul cépage noir de la région. Il est à la base des dénominations pinot noir, rouge d'Ottrott, rouge du Stephansberg, etc. L'edelzwicker, tout comme le gentil est un assemblage de plusieurs cépages. Le crémant d'Alsace est un vin effervescent à base de pinot blanc et de pinot gris, vinifié depuis le XIXe siècle avec prise de mousse (selon la méthode champenoise). Sont également utilisés l'auxerrois B, le chardonnay B (qui n'est produit que pour la fabrication du crémant), le riesling B et le pinot noir N (production du blanc de noir). Une petite production concerne le vin de paille et le vin de glace.
Le riesling B (3 382 hectares en 2009, 3 501 ha en 2012) est le cépage le plus caractéristique d'Alsace. À la différence de la variété allemande, il peut donner des vins franchement secs, qui vieillissent bien, comme des demi-secs (moelleux) de vendanges tardives.
Le pinot blanc B et l'auxerrois (3 331 hectares ensemble en 2009, respectivement 2 359 et 1 053 ha en 2012), aussi appelé « klevner », donnent des vins blancs secs et frais. Une grande partie de la production est destinée à la production du vin mousseux commercialisé sous le nom de crémant d'Alsace.
Le gewurztraminer Rs (2 928 hectares en 2009, 3 209 ha en 2012) occupe une surface croissante. Il a un caractère très marqué et peut, les bonnes années, donner des vins amples et généreux. Ce cépage n'est autorisé en France que dans les trois départements du Haut-Rhin, du Bas-Rhin et de la Moselle.
Le pinot gris G (2 356 hectares en 2009, 2 463 ha en 2012), aussi appelé autrefois « tokay d'Alsace », est moins abondant, mais les surfaces plantées sont en augmentation. Le lien avec la variété hongroise du tokay est assez difficile à établir et le nom n'est plus utilisé officiellement pour éviter la confusion.
Le pinot noir N (1 521 hectares en 2009, 1 653 ha en 2012) est l'unique raisin rouge d'Alsace, utilisé pour faire des vins rosés et des vins rouges plus ou moins colorés.
Le sylvaner B (1 335 hectares en 2009, 1 194 ha en 2012) abonde dans les zones les moins prestigieuses de la région. Il donne des vins frais et simples. Les surfaces plantées en sylvaner sont en réduction constante depuis des décennies. À noter qu'il est le protagoniste des premières pages du roman de Julio Cortázar, 62 Modelo para armar.
Les muscats (351 hectares en 2009), c'est-à-dire du muscat blanc à petits grains B, du muscat rose à petits grains Rs et du muscat ottonel B, produisent un vin au fruité très caractéristique mais sec, contrairement aux vins de muscat méridionaux.
Le chardonnay B (141 hectares), le chasselas B (97 hectares en 2009) et le savagnin Rs (43 hectares en 2009), ce dernier étant un cousin du gewurztraminer appelé localement klevener de Heiligenstein, sont devenus confidentiels. Le chasselas est surtout consommé comme raisin de table et n'est que très rarement vinifié.
Au titre de l'adaptation du vignoble (notamment aux changements climatiques), de nouveaux cépages (les « variété d'intérêt à fin d'adaptation ») sont autorisés depuis l'été 2025, sous conditions, pour produire de l'alsace. Se sont pour faire du vin blanc le voltis (de) B, l'opalor B, le selenor B (ces trois premiers développés par l'INRA, résistant au mildiou et à l'oïdium), le souvignier gris (de) G (créé en 1983 à Fribourg par croisement entre le seyval B et le zaehringer Rs), le johanniter B (autre croisement en 1968 à Fribourg), le chenin B et le vermentino B ; pour faire du vin rouge ou rosé, le coliris N (de l'INRA, lui aussi résistant aux maladies), le nebbiolo N et la syrah N.

### Rendements
La limite de rendement de l'appellation alsace était de cent hectolitres par hectare en 1945, tous cépages confondus, auquel se rajoute à partir de 1974 un plafond limite de classement (PLC, un volume de réserve fixé annuellement par l'INAO) de + 20 % (soit un rendement plafond de 120 hectolitres par hectare).
Depuis les années 1990, le rendement annuel à l'hectare autorisé dans l'appellation alsace est passé à 80 hectolitres par hectare, avec un plafond de + 10 % (soit un rendement plafond de 88 hectolitres par hectare). Les rendements pour le crémant sont de 80 hectolitres par hectare, avec un butoir à 100 hectolitres par hectare. Les conditions de production sont plus drastiques pour les appellations alsace grand cru, dont le rendement a été limité à 55 hectolitres par hectare, avec butoir à 66 hectolitres par hectare.
Le rendement réellement pratiqué en 2009 est en moyenne de 74,9 hectolitres par hectare pour l'ensemble des trois appellations alsaciennes. Ces rendements sont supérieurs à ceux pratiqués dans les autres vignobles français, où la moyenne pour l'ensemble des AOC est d'environ 50 hectolitres par hectare en 2009.

## Vins
Une des principales particularités des vins d'Alsace est d'être dans leur très grande majorité des mono-cépages, les volumes de vins d'assemblage se limitant à l'edelzwicker (les cahiers des charges de l'altenberg-de-bergheim et du kaefferkopf l'autorisent depuis peu pour ces deux alsaces grands crus). En comptant les différentes appellations, dénominations de cépage, dénominations géographiques, couleurs et mentions, le vignoble d'Alsace peut produire 637 vins différents.
| 2000      | 2001      | 2002      | 2003      | 2004      | 2005      | 2006      | 2007      | 2008      | 2009      |
| 1 210 155 | 1 217 589 | 1 223 003 | 1 004 078 | 1 263 564 | 1 154 892 | 1 081 690 | 1 151 749 | 1 131 443 | 1 166 903 |
| 2010      | 2011      | 2012      | 2013      | 2014      | 2015      | 2016      | 2017      | 2018      | 2019      |
| 911 951   | 1 160 333 | 1 120 382 | 976 115   | 1 011 897 | 985 281   | 1 176 353 | 907 269   | 1 180 568 | 1 028 705 |
| 2020      | 2021      | 2022      | 2023      |           |           |           |           |           |           |
| 969 652   | 794 264   | 923 568   | 1 016 045 |           |           |           |           |           |           |

Le total de la production viticole alsacienne varie chaque année en fonction des conditions climatiques. Par exemple, les trois dernières mauvaises récoltes (en termes de volume) correspondent à la canicule de 2003 qui en plus de la sécheresse a grillé les raisins (record avec 40,9 °C à Colmar le 13 août 2003 ; le ban des vendanges est levé dès le 25 août 2003 pour le crémant et le 8 septembre pour l'alsace), au dur hiver 2009-2010 (−20 °C à Colmar le 19 décembre 2009) et au manque d'ensoleillement de l'été 2010 qui a retardé la maturité (ban levé le 13 septembre 2010 pour le crémant et seulement le 27 pour l'alsace) et au printemps 2013 trop frais qui a retardé la floraison (levée du ban le 19 septembre 2013 pour le crémant, le 30 pour l'alsace et le 7 octobre pour le riesling et le gewurztraminer).

### Vinification
En général pour le vin d'Alsace, la vinification se fait en blanc, en utilisant les méthodes traditionnelles. Les vins vieillissent entre six et douze mois dans de grands fûts, (foudres de chêne) ou des cuves en inox. Dans la vinification en rosé ou en rouge, le raisin n’est pas pressé immédiatement à son arrivée en cave.

#### En blanc
À l'arrivée au chai, le raisin est foulé et pressé pour séparer le moût du marc de raisin. Les pressoirs pneumatiques remplacent progressivement les pressoirs horizontaux à plateau. Le moût est mis en cuve en stabulation pour le dépôt des bourbes. Le soutirage du jus clair est le débourbage. Les bourbes peuvent être filtrées pour donner aussi un bon vin. La fermentation alcoolique débute sous l'action de levures indigènes ou de levures sélectionnées introduites lors du levurage. Cette opération transforme le sucre du raisin en éthanol. La maîtrise de la température de fermentation par un système de réfrigération permet d'exprimer le potentiel aromatique du produit.
La fermentation achevée, le vin est soutiré afin d'éliminer les lies. La fermentation malolactique n'est généralement pas réalisée, bloquée par un sulfitage du vin. Ce dernier peut être stocké en cuve pour le préparer à l'embouteillage ou élevé en barrique ou foudres de bois de chêne. Le vin est soutiré, filtré et stabilisé avant le conditionnement exclusivement en bouteilles,.
| Étape 1 | égrappage et foulage |
| Étape 2 | pressurage           |
| Étape 3 | débourbage           |
| Étape 4 | fermentation         |
| Étape 5 | soutirage            |
| Étape 6 | filtration           |
| Étape 7 | embouteillage        |

#### En rosé et en rouge
La coloration du moût nécessite une macération du grain de raisin dans le jus ; en effet, le pinot noir est un cépage rouge à jus blanc. Seule la pellicule comporte les anthocyanes colorantes. Dans le cas du vin rosé, la macération ne dure que quelques heures. Elle est interrompue dès que la couleur désirée est atteinte. La suite de la vinification se fait de la même manière que pour la vinification en blanc.
Dans le cas du vin rouge, la macération dure le temps de la fermentation alcoolique. Outre la couleur, elle permet de solubiliser les tanins. Le pressurage intervient à ce moment-là pour séparer le vin du marc de raisin. Le vin subit alors la fermentation malolactique. Elle transforme l'acide malique à deux groupes carboxyle, en acide lactique qui n'en comporte qu'un. L'opération conduit à une désacidification naturelle du vin ; elle arrondit le vin, le rend plus souple et moins âpre.
| Étape 1 | égrappage et foulage      |
| Étape 2 | cuvaison                  |
| Étape 3 | fermentation alcoolique   |
| Étape 4 | décuvage et pressurage    |
| Étape 5 | fermentation malolactique |
| Étape 6 | soutirage et filtration   |
| Étape 7 | embouteillage             |

### Appellation alsace

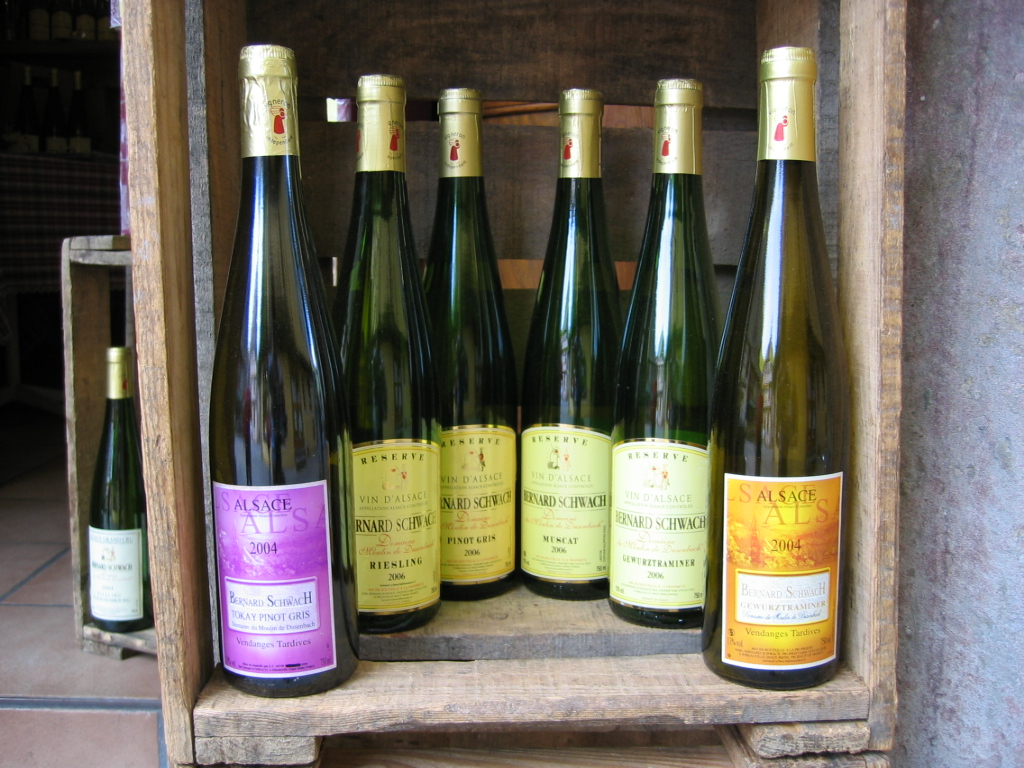
Bouteilles de tokay-pinot-gris, riesling, pinot-gris, muscat, gewurztraminer et vendange tardive.

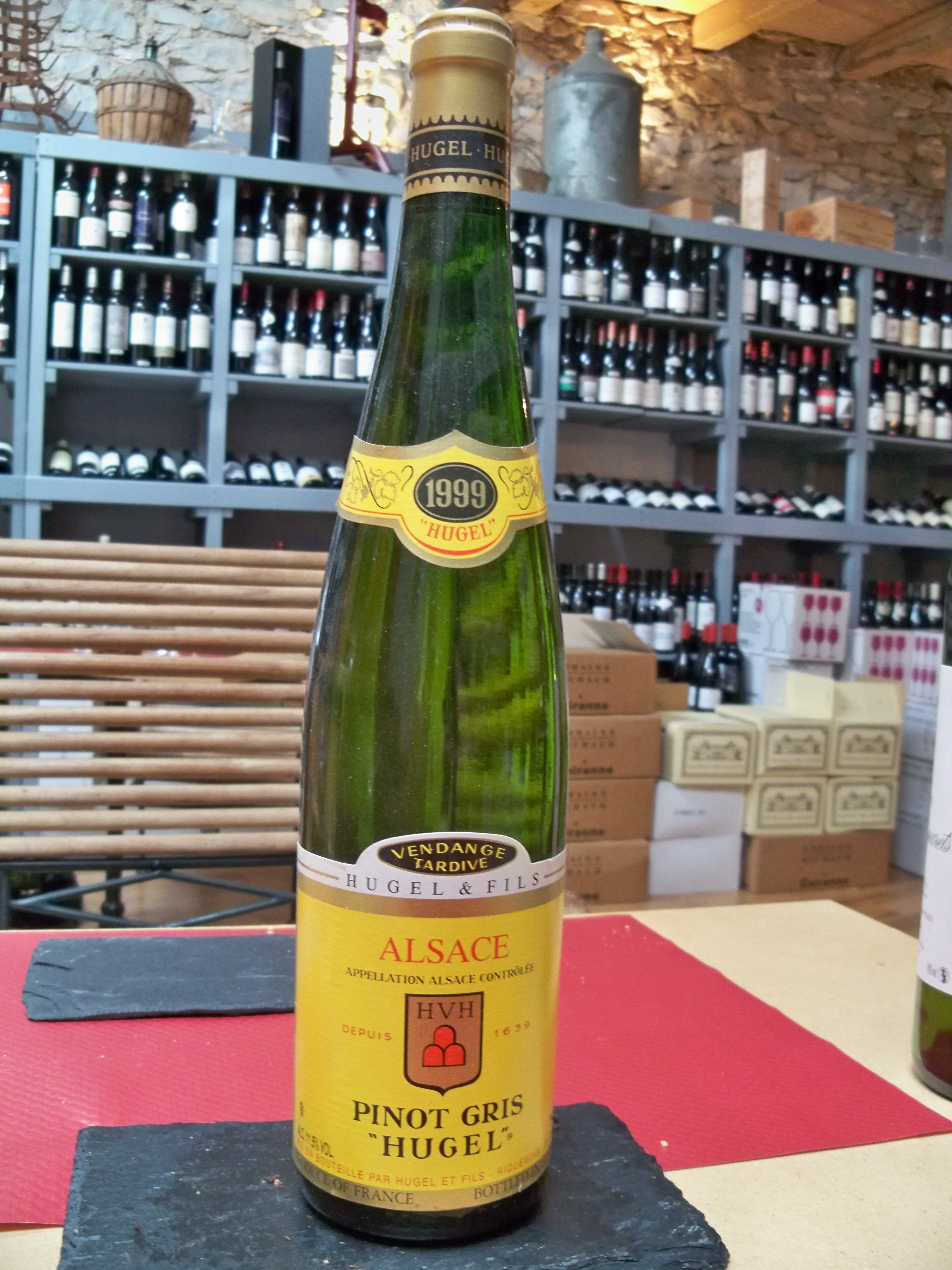
Bouteille de pinot gris de Hugel et fils.

L'appellation couvre en 2009 11 703 hectares (75,2 % du vignoble) sur lesquels ont été produits 868 334 hectolitres de vins (74,4 % de la production de l'ensemble du vignoble). L'AOC alsace mentionne habituellement le nom du cépage ou celui d'edelzwicker comme « dénomination de cépage » selon l'INAO. L'étiquette peut également mentionner un lieu-dit. L'edelzwicker (« coupage noble ») est un assemblage de cépages réalisé selon l'inspiration du viticulteur ; il est souvent à base de sylvaner. Les différentes dénominations de cépage sont :
- le chasselas, ou chasselas d'Alsace ou gutedel (fait avec du chasselas blanc B ou rose Rs[N 2]) ;
- le gewurztraminer ou gewurztraminer d'Alsace (fait avec du gewurztraminer Rs) ;
- le muscat (fait avec du muscat blanc à petits grains B, du muscat rose à petits grains Rs, ou du muscat ottonel B) ;
- le klevener de Heiligenstein (fait avec du savagnin rose Rs, appelé dans la région klevener de Heiligenstein Rs) ;
- le pinot-gris (fait avec du pinot gris G) ;
- le pinot-noir (fait avec du pinot noir N) ;
- le pinot ou klevner (fait avec de l'auxerrois B, du pinot blanc vrai B, du pinot noir N vinifié en blanc ou du pinot gris G) ;
- le riesling (fait avec du riesling B) ;
- le sylvaner (fait avec du sylvaner B).

Dans les cas du gewurztraminer, du muscat, du pinot gris et du riesling, il existe des mentions correspondant à des vins moelleux voire liquoreux : les « vendanges tardives » et les « sélections de grains nobles ».

### Appellations alsace grand cru
En 2009, l'appellation alsace grand cru couvre 850 hectares (5,4 % de la surface du vignoble) sur lesquels ont été produits 48 294 hectolitres de vins (4,1 % de la production de l'ensemble du vignoble). L'AOC alsace grand cru a été créée en 1975 mais les 25 premiers crus n'ont été définis qu'en 1983, suivis par 25 autres en 1992 et un dernier en 2007. Il existe 51 lieux-dits délimités pouvant bénéficier chacun d'une appellation grand cru, les dénominations étant devenues des appellations en 2011.
Seuls six cépages sont autorisés à l'origine dans les AOC alsace grand cru : le riesling B, le gewurztraminer Rs, le pinot gris G et les muscats (muscat blanc à petits grains B, muscat rose à petits grains Rs et muscat ottonel B). Toutefois, le décret du 21 mars 2005 autorise l’utilisation du cépage sylvaner B dans le grand cru Zotzenberg. Le pinot blanc B, le pinot noir N et le chasselas B sont également autorisés dans les vins d’assemblage de l’AOC alsace grand cru Altenberg de Bergheim. Le décret du 12 janvier 2007 autorise également les vins d’assemblage dans l'alsace grand cru Kaefferkopf.

### Appellation crémant d'Alsace
L'appellation couvre en 2009 3 017 hectares (19,4 % du vignoble), sur lesquels ont été produits 250 275 hectolitres de vins (21,5 % de la production de l'ensemble du vignoble). L'AOC crémant d'Alsace regroupe des vins effervescents à base de pinot blanc B, pinot noir N, pinot gris G, riesling B ou chardonnay B élaborés sur une méthode traditionnelle comme en Champagne. Ils sont blancs, parfois rosés. L'appellation date de 1976.

### Mentions particulières

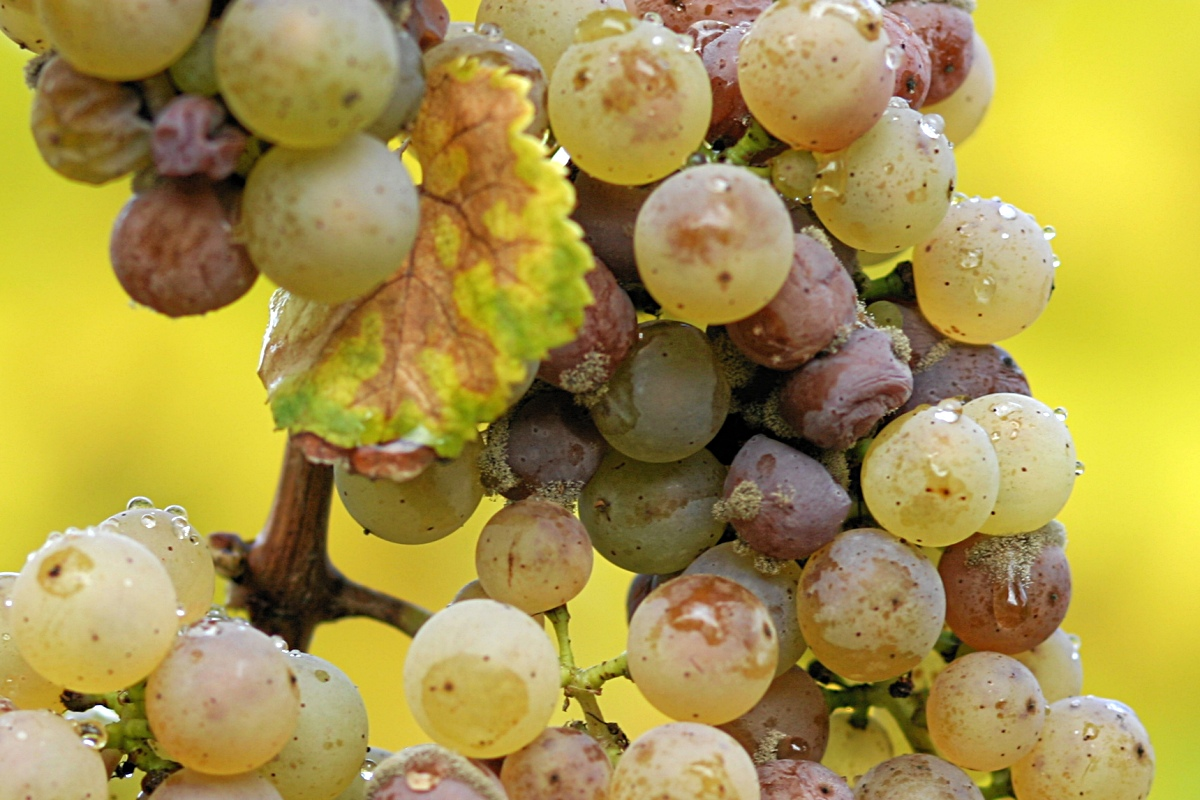
Baies de riesling B touchées par la pourriture noble.

Depuis 1984, les vins d'appellation d'origine contrôlée alsace et alsace grand cru peuvent être déclarés et présentés avec l'une des mentions vendanges tardives ou sélection de grains nobles s'ils correspondent à des conditions strictes (vendanges manuelles, teneurs en sucre minimales, vins issus uniquement des cépages gewurztraminer, pinot gris, riesling et muscat).
Vendanges tardives (Spätlese en allemand) indique que la vendange s'est faite au moment de la maturation optimale du raisin (pas forcément plus tard que la récolte normale), certaines baies pouvant se montrer atteintes de la pourriture noble ou botrytis. La dénomination s'applique aux principaux cépages, gewurztraminer, pinot gris, riesling ou muscat : ce sont alors des vins demi-secs.
L'indication sélection de grains nobles s'applique aux vins faits à partir de raisins atteint de pourriture noble. Ceux-ci sont produits les années chaudes : ce sont des vins doux et capiteux qui peuvent vieillir longtemps.

## Économie
Les étiquettes des vins d'Alsace sont plus simples que les autres étiquettes françaises. Elles font apparaître le cépage et le nom du propriétaire et, souvent, le nom de la vigne et du village, surtout dans le cas d'un grand cru.
La vente des vins d'Alsace en fûts ou autres caisses-outres est interdite, seule la commercialisation en bouteilles est autorisée. Celles-ci, hautes et élancées, sont désignées sous le nom de flûtes à cause de leur forme.
D'après le CIVA (le Conseil interprofessionnel des vins d'Alsace), la production annuelle en 2010 est de 1,15 million d'hectolitres (150 millions de bouteilles dont 90 % de blancs) réalisée par 4 700 producteurs de raisins, la commercialisation est faite par 16 caves coopératives (38 %), 50 négoces (42 %) et 900 vignerons indépendants (20 %), la distribution se fait à 80 % par les circuits alimentaires (grandes et moyennes surfaces, commerces traditionnels, magasins spécialisés et ventes directes), 20 % en restauration. Le vignoble d'Alsace représente 18 % de la production française de vins blancs AOC hors effervescents, 31 % des vins blancs AOC consommés à domicile hors effervescents en France, 30 % du marché des mousseux AOC (hors champagne) consommés à domicile sont les crémants d’Alsace. Le marché français représente 75 % des ventes, l'export se ventile en Europe (77 %), États-Unis (6 %), Canada (6 %) et Asie (4 %),.
Toujours d'après le CIVA, en 2018, la production s'établit à 1,18 million d'hectolitres (121 millions de bouteilles dont 90 % de blancs, les cépages les plus produits étant le Pinot blanc, le Riesling et le Gewurztraminer) réalisée par 3 812 producteurs de raisins. 74% de la commercialisation se fait en France, à 84% dans les circuits alimentaires (grandes et moyennes surfaces, commerces traditionnels, magasins spécialisés et ventes directes). L'Union Européenne représente 75% des exportations. L'AOC Alsace représente 70% de la production, et l'AOC Crémant d'Alsace 27%.

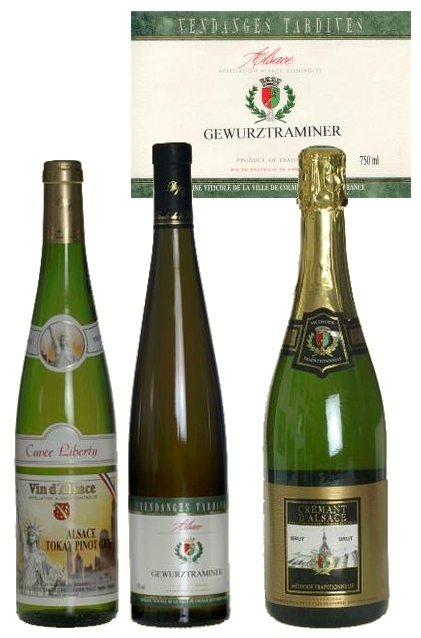
Bouteilles du domaine de la ville de Colmar : pinot gris, gewurz et crémant.
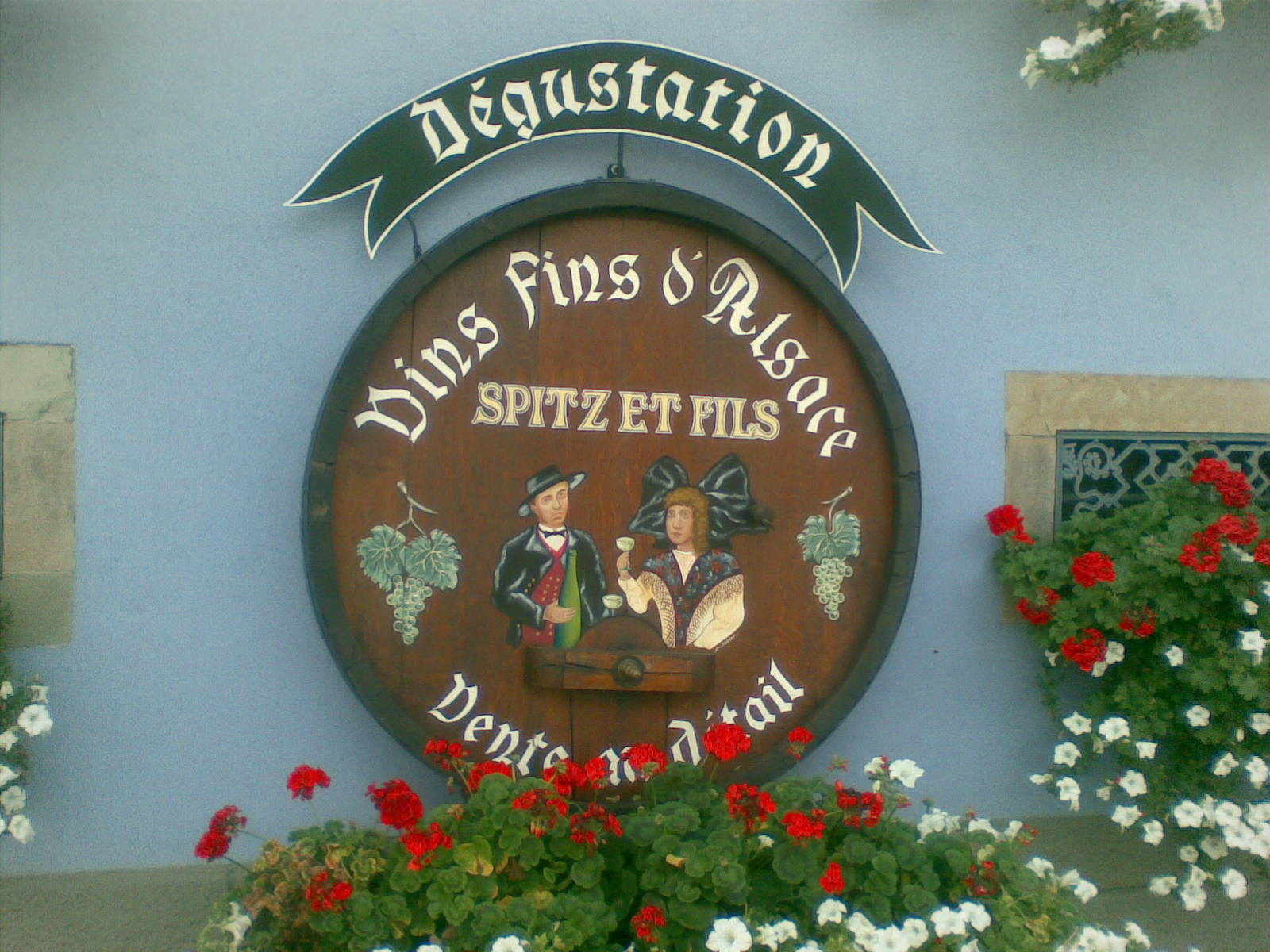
Caveau de dégustation de la maison Spitz.
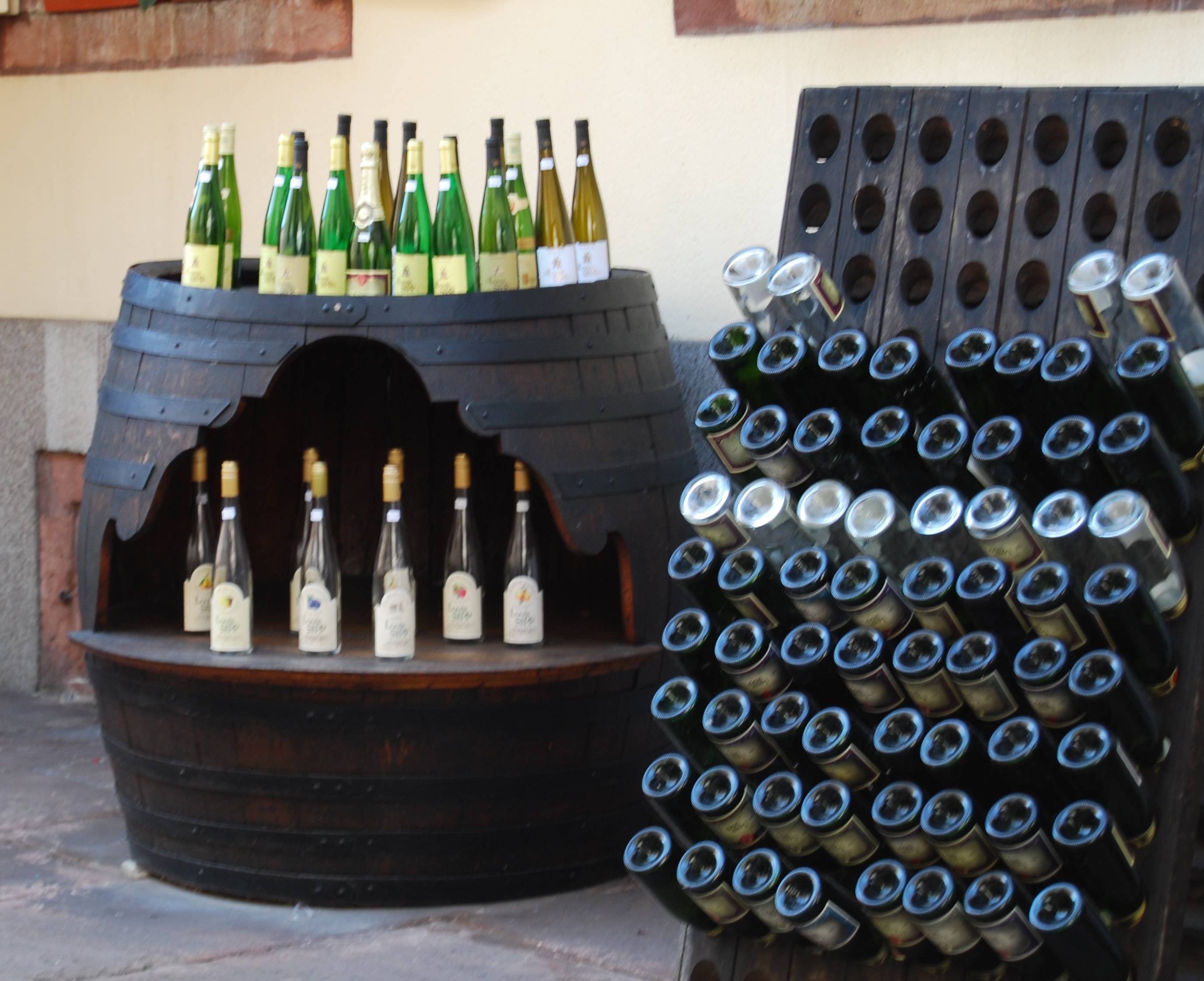
Intérieur d'un caveau de dégustation.
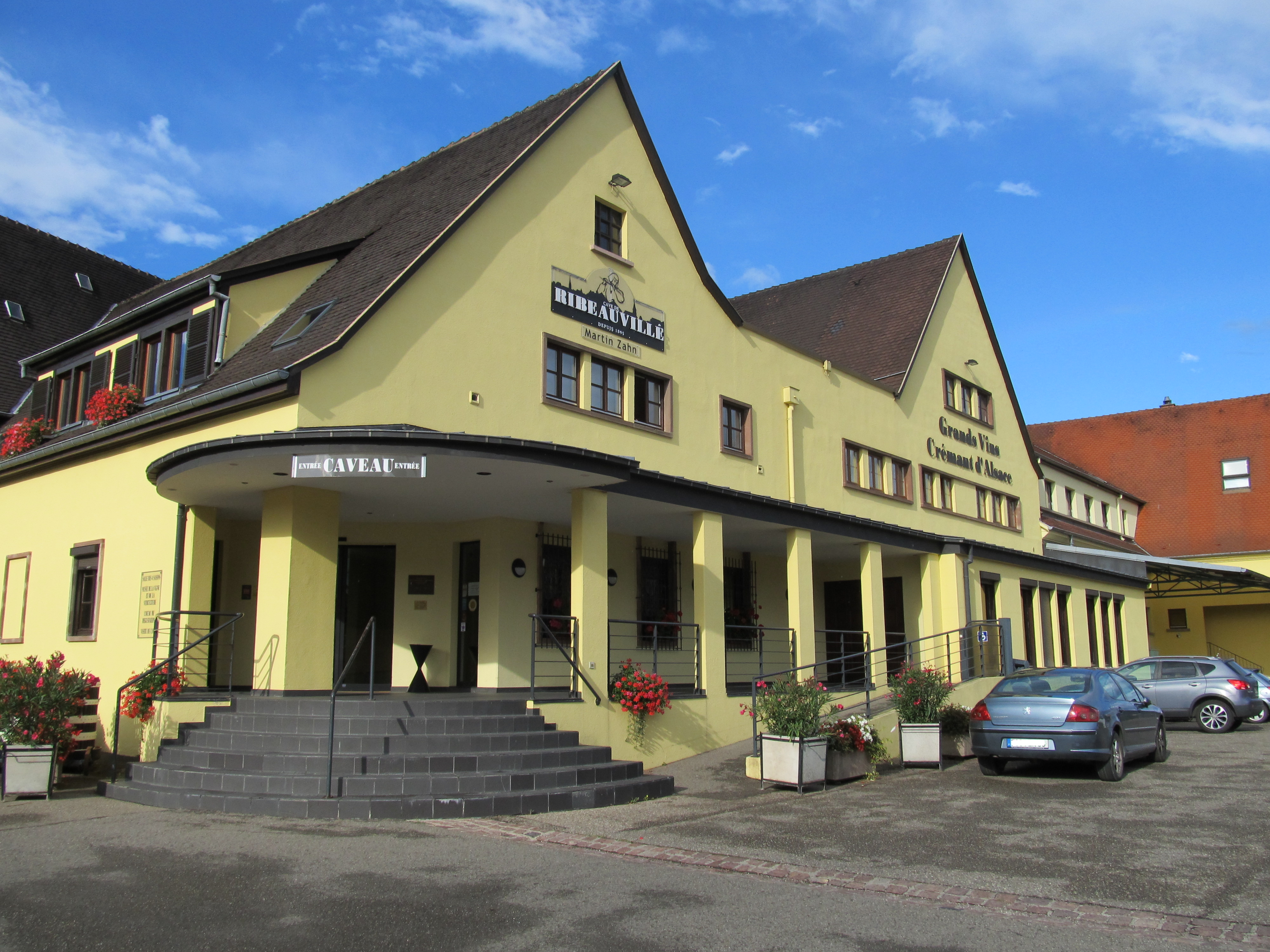
La cave coopérative de Ribeauvillé.